# Păun verde
Păunul verde (Pavo muticus) (din latinescul Pavo, păun; muticus, mut) este o specie de păun care se găsește în pădurile tropicale din Asia de Sud-Est. Este cunoscut și sub denumirea de păun de Java, dar acest termen este folosit în mod corespunzător pentru a descrie subspecia  endemică insulei Java din Indonezia. Este cea mai apropiată rudă a Pavo cristatus, păunul indian (sau albastru), care se găsește mai ales pe subcontinentul indian. 

## Taxonomie
Specia a fost clasificată pentru prima dată ca Pavo muticus de Carl Linnaeus, deși a fost descrisă anterior în Europa de Ulisse Aldrovandi ca "Pavo Iaponensis", pe baza unei picturi japoneze oferite papei de către împăratul Japoniei. Aceste păsări au fost descrise ca neavând pinteni; Linnaeus a urmat descrierea lui Aldrovandi. De sute de ani, japonezii importau păuni verzi din Asia de Sud-Est, iar păsările erau frecvent reprezentate în picturile japoneze. Ca urmare, localitatea tip descrisă de Linnaeus a fost "Habitat în Japonia", deși specia nu este originară din Japonia. François Levaillant a fost unul dintre primii ornitologi occidentali care a văzut o pasăre vie, importată din Macao la o colecție de animale din Capul Bunei Speranțe.
Pornind de la o pictură indiană, George Shaw a descris un păun originar din India, cu "cap albastru", pe care l-a numit Pavo spicifer. O a treia formă de păun verde a fost descrisă în 1949 de Jean Delacour, sub numele de P. imperator, găsit în Indochina. La sfatul unui negustor de păsări din Hong Kong, Delacour a concluzionat că există trei rase de păuni verzi, incluzând și P. spicifer în specie. Astăzi, majoritatea autorităților recunosc aceste trei specii:
- Pavo muticus muticus
- Pavo muticus imperator
- Pavo muticus spicifer

## Galerie

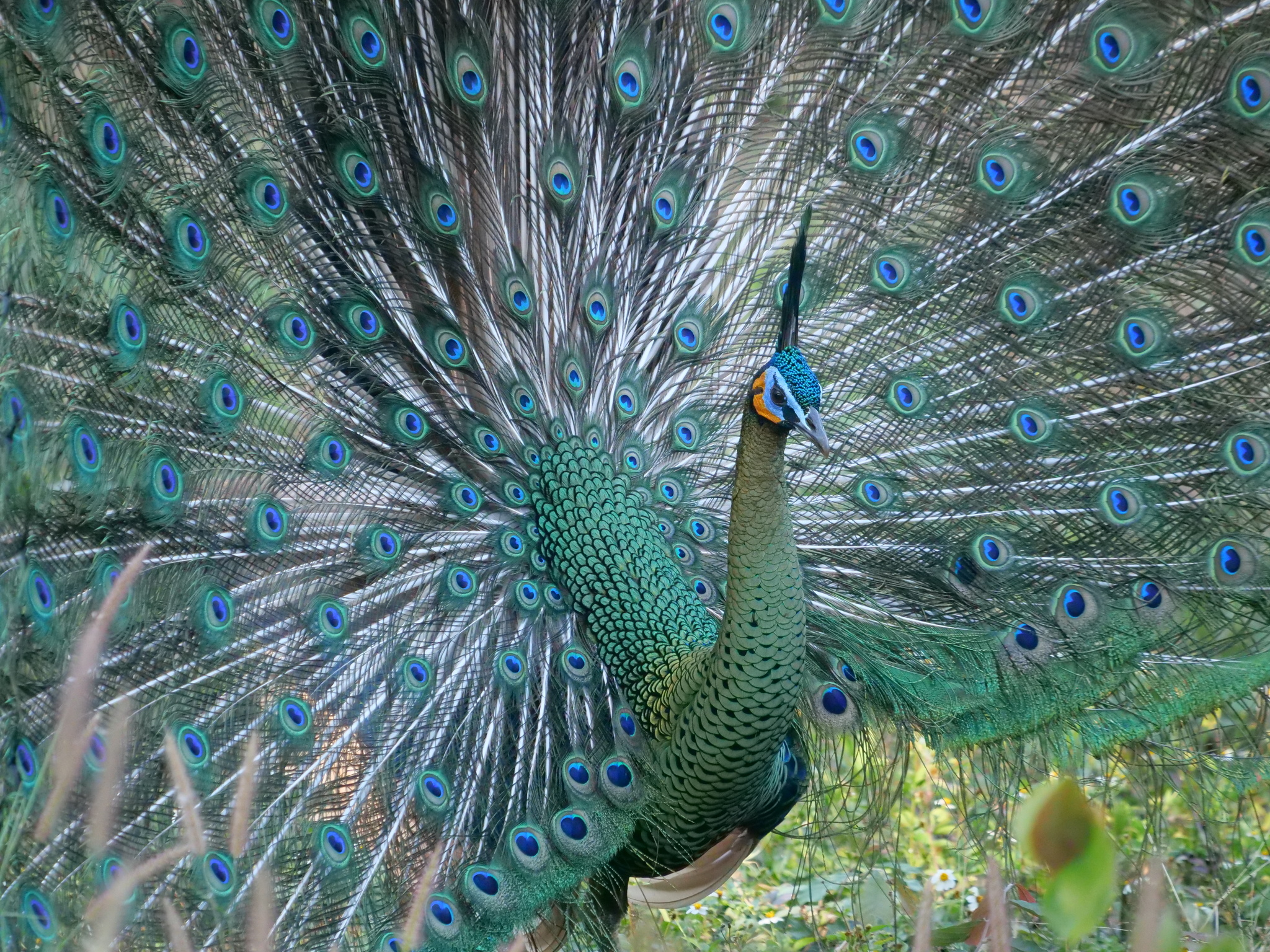
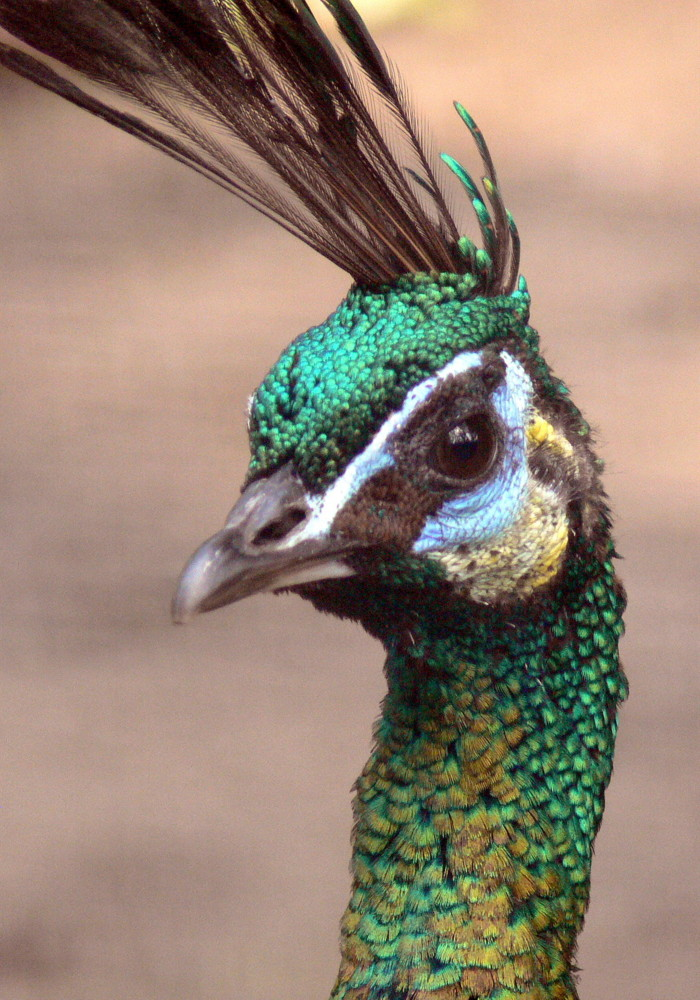
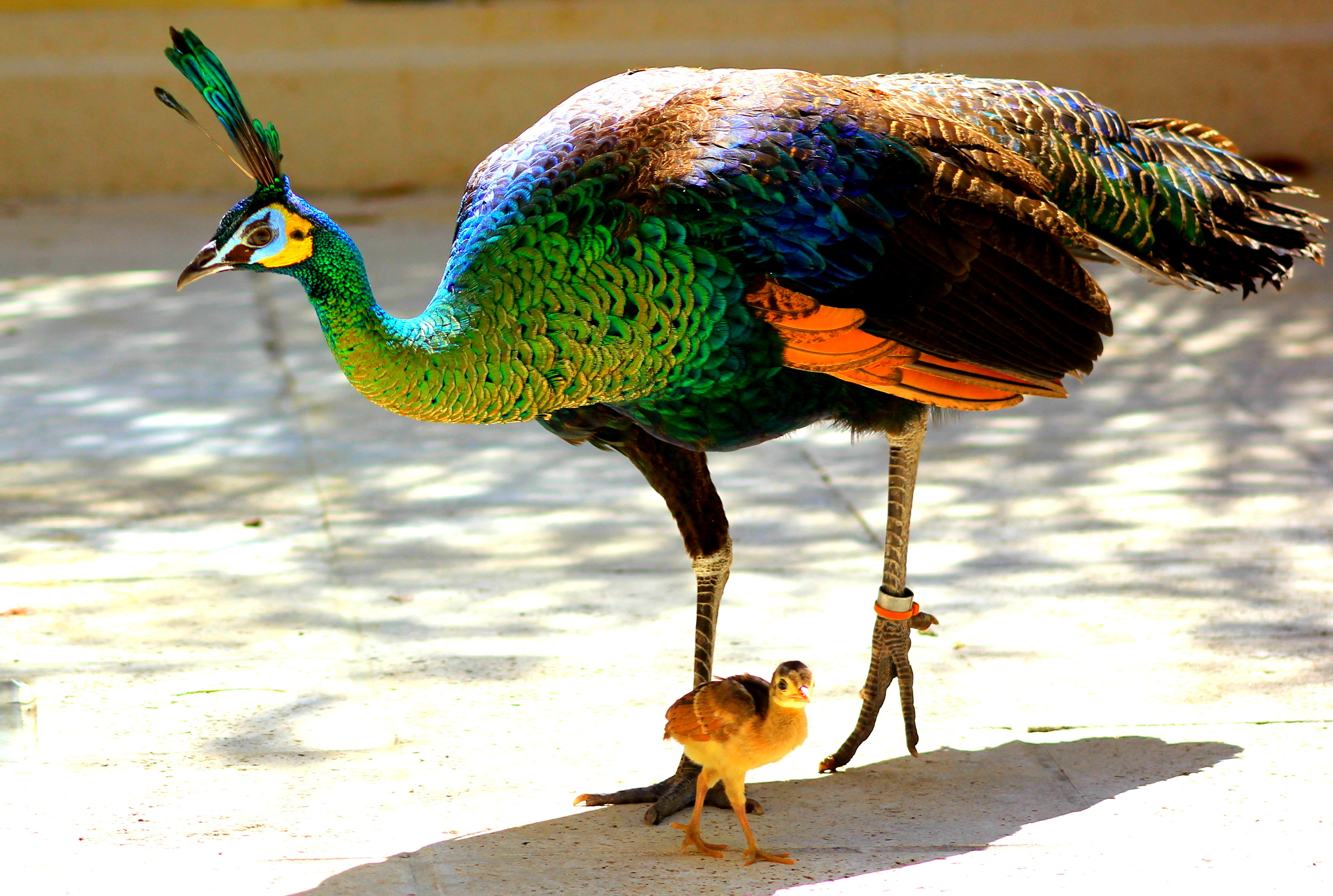
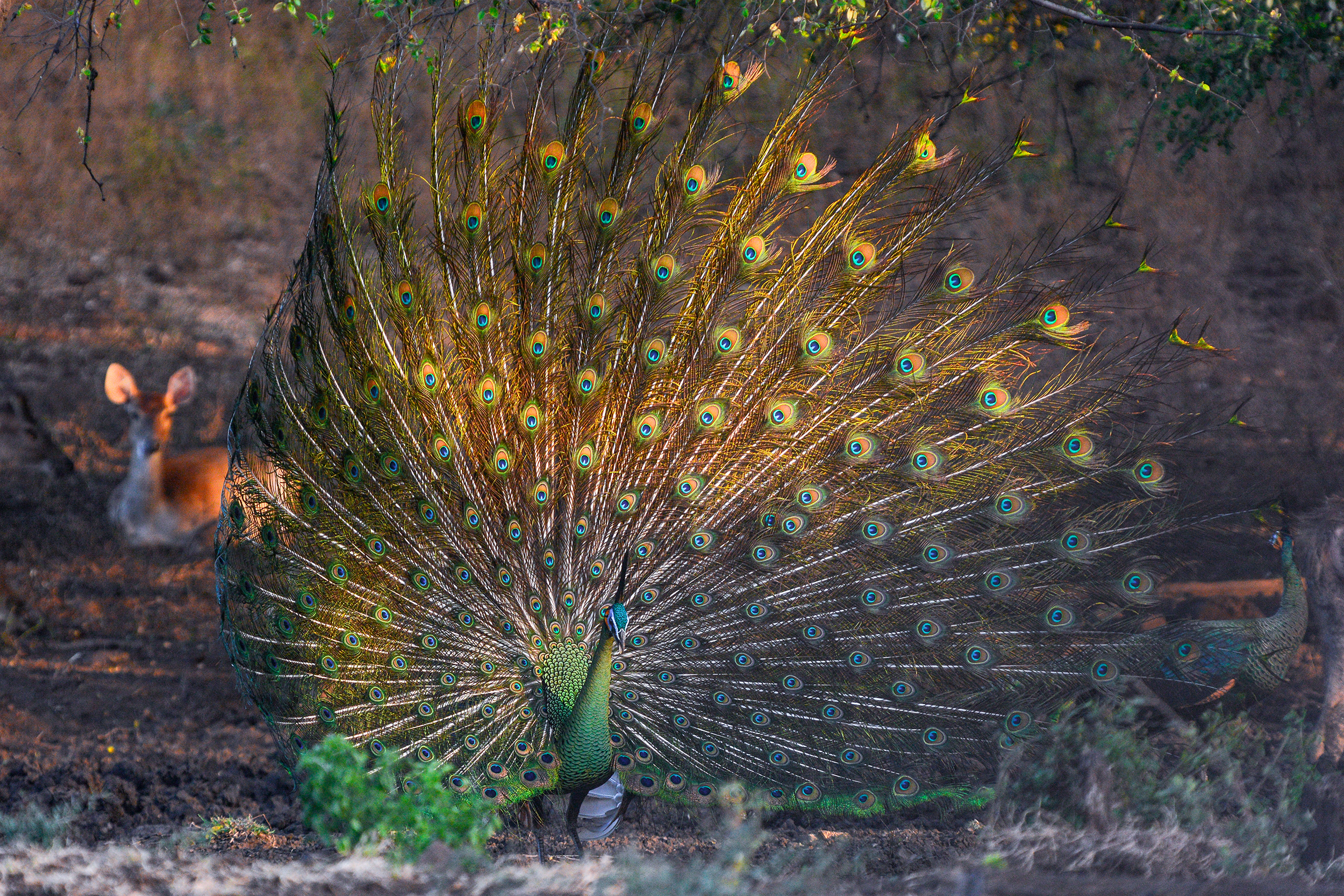